# Do the Bartman
Do the Bartman es una canción de hip hop/funk incluida en el álbum The Simpsons Sing the Blues de 1990. La canción fue realizada por Nancy Cartwright con Michael Jackson y Dan Castellaneta proporcionando voces adicionales y fue lanzada el 20 de noviembre de 1990.
Fue escrita por Bryan Loren y lanzada como sencillo el 20 de noviembre de 1990.
Aunque la canción nunca fue oficialmente lanzada como un sencillo en los Estados Unidos, fue un gran éxito internacional, alcanzando la cima en las listas de sencillos en Australia, Irlanda, Nueva Zelanda, Noruega y el Reino Unido. También llegó al ranking de las diez primeras en Suecia y los Países Bajos.

## Orígenes

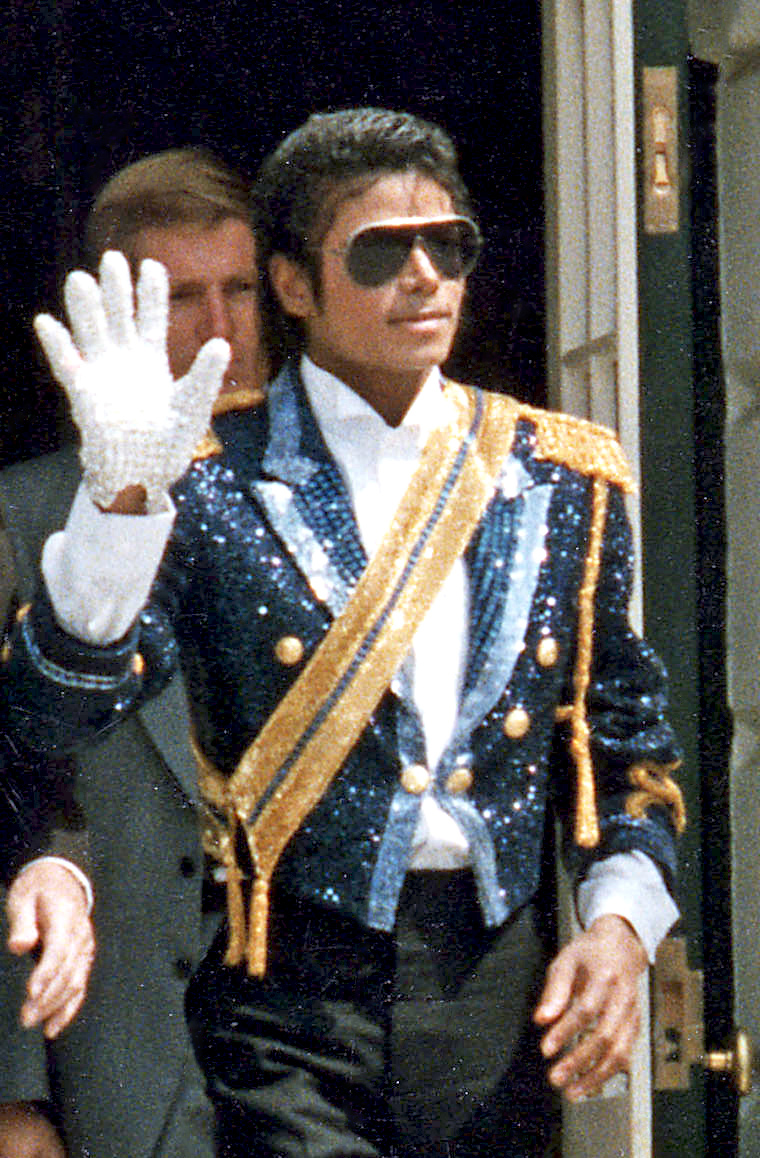
Michael Jackson proporcionó voces adicionales para la canción "Do the Bartman".

El álbum The Simpsons Sing the Blues fue lanzando en el mes de septiembre de 1990. El primer sencillo del álbum fue este, Do the Bartman, interpretado por Nancy Cartwright, quien pone la voz a Bart Simpson, y fue lanzado el 20 de noviembre de 1990. La canción tiene un ritmo similar a Serious Effect, She Got It y Work That Body, tres canciones de Michael Jackson y Bryan Loren creadas en la misma época.
Los rumores acerca de que Michael Jackson estaba escribiendo una canción acerca de Bart Simpson comenzaron en verano de 1990. La canción se informó desde el principio que iba a ser Do the Bartman, pero el productor ejecutivo James L. Brooks, emitió un comunicado de prensa en septiembre de 1990 pidiendo disculpas por el malentendido y que la canción sería escrita por uno de los amigos de Jackson, Bryan Loren. Sin embargo, Matt Groening reveló durante la World Animation Convention de 1998 en Pasadena, California, que Do the Bartman fue coescrito y producido por Michael Jackson, pero no recibió el reconocimiento para él porque estaba bajo contrato con otro sello discográfico. Matt Groening dijo a una multitud de fanes en la convención que se habían reunido para un homenaje a Los Simpson que siempre sería increíble para él que nadie supiera que Michael Jackson escribió esa canción. Él era un gran fan de la serie.
En 2015, cuando Bryan Loren vendía de los derechos de publicación y de composición de la canción, Loren declaró que "a pesar de las repetidas confesiones de Matt Groening, yo soy el único escritor de la canción". Loren también dijo que las contribuciones de Jackson incluían proporcionando voces adicionales, proporcionando el título "Do the Bartman", y que Jackson insistió en que su propio nombre que se menciona en la letra.
Michael Jackson fue un fanático de Los Simpson, Bart especialmente. Finalmente, Jackson apareció como invitado estrella en el capítulo Stark Raving Dad bajo el pseudónimo de John Jay Smith. También escribió una canción para el episodio, Happy Birthday Lisa, que más tarde fue incluida en el álbum Songs in the Key of Springfield. Se ha informado de que Jackson también hizo coros de la canción.

## Recepción
Las reseñas críticas de la canción eran en su mayoría positivas. Ken Tucker de Entertainment Weekly describió la canción como "no está mal", y comentó que la gran voz de Bart "se hace eco de los golpes muy bien". Al Daily Vault de Benny Balneg le gustó que la canción se independizara del álbum de "etiqueta azul" y se incorporan más "elementos contemporáneos" en su sonido. Agregó que para él la canción tuvo un "ritmo pegadizo" y un "coro infeccioso". Monika Bartyzel de Cinematical llama a la canción "número aclamado". El Long Beach Press-Telegram de Patricia Smith llama a la canción "sorprendente melodía funkie".
En 1991 fue la canción número uno en el Reino Unido durante tres semanas, del 16 de febrero al 9 de marzo, y fue el séptimo más vendido del año. Se vendió la mitad de un millón de copias y fue certificado oro por la British Phonographic Industry el 1 de febrero de 1991. El éxito en el Reino Unido fue notable, dado que en ese momento Los Simpson aún no aparecían en los canales británicos de televisión, y no lo haría hasta pasados otros cinco años. En Irlanda, la canción pasó nueve semanas en el número uno en la Irish Singles Chart. Solo seis singles han logrado tan largo plazo en el número uno en ese país. Do the Bartman fue también el más vendido de 1991 en Australia y Nueva Zelanda, así como el segundo más vendido en Holanda. 
La canción y su vídeo musical se han convertido en material de estudio para los cursos de sociología en la Universidad de Berkeley, California, donde se utiliza para "examinar las cuestiones de la producción y recepción de objetos culturales, en este caso, una sátira de dibujos animados", y para averiguar lo que es "tratar de decirle al público sobre los aspectos principales de la sociedad norteamericana y, en menor medida, de otras sociedades."

## Vídeo musical

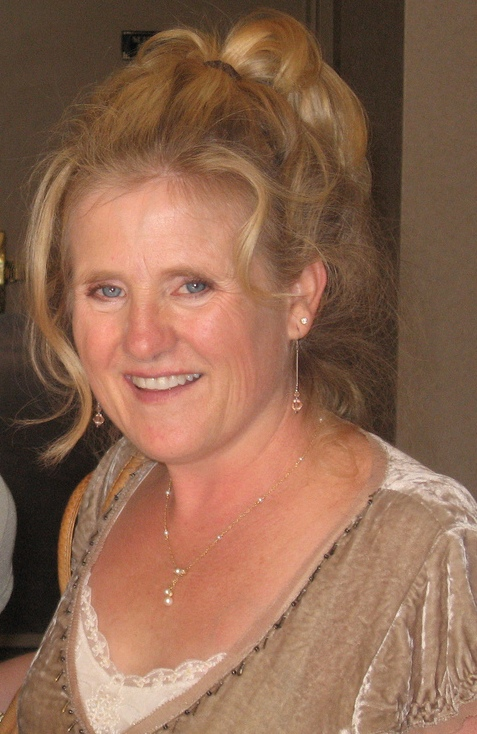
Nancy Cartwright en 2007

El vídeo musical fue animado por Klasky Csupo y presenta la típica trama de Bart rebelándose contra la autoridad cuando se decide a poner su propio estilo a una rígida coreografía de baile de presentación en la Escuela Primaria de Springfield. El vídeo musical de Do the Bartman fue dirigido por Brad Bird, con la coreografía de baile de Michael Chambers. Nadie de entre el personal de Los Simpson quería dirigirla, porque estaban ocupados haciendo la serie, pero finalmente aceptó Bird hacerlo después de haber sido pedido en cuatro ocasiones. Había un breve período para terminar el vídeo, porque se suponía que iba a coincidir con el lanzamiento de The Simpsons Sing the Blues. Todo el vídeo fue realizado en solo dos días en los Estados Unidos. Bird cogió un avión a Budapest, donde el vídeo fue animado por Varga Studio. Se pensaba que el vídeo iba a ser animado de la forma más simple que los originales cortos de Los Simpson, de modo que cuando Bird les dijo que se iba a hacer la animación en su totalidad sin escenas repetidas, "entraron en profunda conmoción". Los animadores añaden el ambiente en el comienzo para establecer a Bart contra la multitud y poner el vídeo en "algún tipo de contexto". 
El vídeo fue nominado al "Mejores Efectos Especiales" en 1991 por MTV Video Music Awards. Do the Bartman fue el número uno en la rotación de vídeos musicales de MTV entre enero y marzo de 1991. A raíz de la muerte de Michael Jackson el 25 de junio de 2009, el vídeo musical fue transmitido por Fox el 28 de junio de 2009 para rendir homenaje a Jackson.

## Lista de canciones
| - 7" Single: 1. "Do The Bartman" (7" House Mix/Edit) - 3:54 2. "Do The Bartman" (LP Edit) - 3:59 |

## Posicionamiento en listas
| Lista (1991)                   | Posición |
| ------------------------------ | -------- |
| Austrian Singles Chart         | 17       |
| Australian ARIA Singles Chart  | 1        |
| Dutch Top 40                   | 3        |
| Irish Singles Chart            | 1        |
| New Zealand Singles Chart      | 1        |
| Norwegian Singles Chart        | 1        |
| Swiss Singles Chart            | 12       |
| Swedish Singles Chart          | 3        |
| UK Singles Chart               | 1        |
| U.S. Billboard Hot 100 Airplay | 24       |

| País        | Certificaciones | Ventas   |
| ----------- | --------------- | -------- |
| Reino Unido | Oro             | 500,000+ |